# (12657) Bonch-Bruevich
(12657) Bonch-Bruevich (1971 QO1) – planetoida z grupy pasa głównego asteroid okrążająca Słońce w ciągu 5,26 lat w średniej odległości 3,02 j.a. Odkryta 30 sierpnia 1971 roku.